# کداکروم (فیلم)
کداکروم (به انگلیسی: Kodachrome) یک فیلم کمدی-درام آمریکایی محصول سال ۲۰۱۷ به کارگردانی مارک راسو و نویسندگی جاناتان تروپر است که بر اساس مقاله‌ای در روزنامه نیویورک تایمز در سال ۲۰۱۰ توسط آرتور گرگ سولزبرگر ساخته شده است. بازیگرانی چون اد هریس، جیسون سودیکیس، الیزابت اولسن، بروس گرینوود، وندی کروسون و دنیس هیزبرت به ایفای نقش پرداخته‌اند. این فیلم اولین نمایش جهانی خود را در جشنواره بین‌المللی فیلم تورنتو در ۸ سپتامبر ۲۰۱۷ داشت و در ۲۰ آوریل ۲۰۱۸ توسط نتفلیکس منتشر شد.

## داستان
فیلم کداکروم، دربارهٔ یک سیستم توسعه یافته عکاسی به نام کداکروم است که در زمان خود از تحسین‌های زیادی برخوردار بود و اکنون از محبوبیت کمتری برخوردار است. در این زمان، یک پدر و پسر سفری را آغاز می‌کنند تا بتوانند قبل از بسته شدن استودیوی عکس‌برداری کانزاس به دلایل مالی، از آن دیدن کنند و…

## ساخت
فیلمبرداری در ۲۸ اوت ۲۰۱۶ در تورنتو آغاز شد.

## بازخوردها
- در وب‌سایت جمع‌آوری نقد راتن تومیتوز، این فیلم بر اساس رای ۴۹ نقد منتقد، با میانگین وزنی ۶٫۲ از ۱۰، دارای ۷۱ درصد محبوبیت است.[۳]
- در متاکریتیک، فیلم بر اساس ۱۷ منتقد، میانگین وزنی امتیاز ۵۷ از ۱۰۰ را دارد که نشان‌دهنده «بررسی‌های مختلط یا متوسط» است.[۴]